# عملة السنت الأسترالي
السنت (المتداول في الفترة من 1966 إلى 1992) والذي كان رسميًا عملة سنت واحد هو العملة الأقل قيمة في الدولار الأسترالي. قدم في 14 فبراير 1966 في النظام العشري للعملة الأسترالية وسحبوه من التداول في عام 1992 (جنبًا إلى جنب مع عملة السنتين). ولا تزال تُسك كعملة غير متداولة. إن العملة المعدنية بقيمة سنت واحد في عام 1966 ستتمتع بقوة شرائية تعادل حوالي 16 سنتًا بقيم عام 2023.
العملات المعدنية من فئة سنت واحد وسنتين هي عملة قانونية فقط حتى مبلغ 20 سنت (مما يمنع سداد الديون الكبيرة بعملات معدنية صغيرة).

## الوصف
من عام 1966 حتى عام 1984 كان الوجه الأمامي يحمل صورة الملكة إليزابيث الثانية بريشة أرنولد ماشين. وعدل في عام 1985 إلى نسخة رافائيل ماكلوف والتي ظلت حتى سحبها من التداول في عام 1992.
يتضمن الوجه الخلفي للعملة صورة طائر شراعي ذي ذيل ريشي (أكروبات بيجمايوس) وهو حيوان بوسوم منزلق فريد من نوعه في الولايات الأسترالية المطلة على المحيط الهادئ. صمم الصورةستيوارت ديفلين الذي صمم الوجه الخلفي لجميع العملات الأسترالية العشرية الأصلية.

## الإنتاج
أنتجت ثلاث دور سك الإصدار الأول (1966): وسكوا 146.5 مليون في دار سك العملة الملكية الأسترالية في كانبيرا و239 مليون في دار سك العملة في ملبورن و26.6 مليون في دار سك العملة في بيرث. باستثناء عامي 1966 و1981 أنتجت جميع العملات الأخرى بقيمة سنت واحد في دار سك العملة في كانبيرا. أما في عام 1981 فسكوا 40.3 مليون قطعة نقدية في دار سك العملة الملكية البريطانية في لانتريسانت بويلز بالإضافة إلى 183.6 مليون قطعة نقدية في كانبيرا. والعام الوحيد الذي لم يسكوا خلال سنوات تداوله العام كان عام 1986. سكوها آخر مرة في عام 1990.
قد أكد وزير الخزانة قرار إزالة العملات المعدنية من فئة سنت واحد وسنتين في خطاب الميزانية بتاريخ 21 أغسطس 1990. وأزيل بسبب التضخم الذي أدى إلى انخفاض قيمته وارتفاع تكلفة سك العملة. وفي الوقت نفسه تقريباً أزالت دول الكومنولث الأخرى عملاتها البرونزية ــ فقد أزالت نيوزيلندا عملاتها من فئة السنت الواحد والسنتين في عام 1990 في حين غيرت المملكة المتحدة وأيرلندا عملاتها البرونزية من فئة البنس الواحد والبنسين إلى عملات فولاذية مطلية بالنحاس.
أنتجت عملة السنت الواحد كعملات معدنية غير متداولة في أعوام 1986 و1991 و2006 و2010 كجزء من مجموعات دار سك العملة. كما استخدمت تركيبات أخرى لعملات بقيمة سنت واحد مثل عينة عام 1978 (المدرجة بوجه غير صحيح على أنها عام 1968 في داونيز) المضروبة في الألومنيوم أو نسخ فضية نقية في عام 1991 و2006 و2011.
بعد إزالتها من التداول صهرت بعض العملات المعدنية من فئة 1 سنت و2 سنت لطلاء الميداليات البرونزية لدورة الألعاب الأولمبية في سيدني عام 2000.
في عام 2017 أصدرت مجموعة عملات معدنية محدودة الإصدار تحمل طابع بوسوم ماجيك. تتضمن العملة المعدنية ذات السنت الواحد صورة هش ذا بوسوم وهو يقرأ كتابًا. وفي عام 2019 أصدرت مجموعة عملات معدنية محدودة الإصدار تحمل طابع أصدقاء السيد سكويجل. كما ضمنت عملة معدنية بقيمة سنت واحد تُظهر القمر من غلاف السيد سكويجل.